# Fort Knox
Koordinaten: 37° 53′ 0″ N, 85° 57′ 55″ W

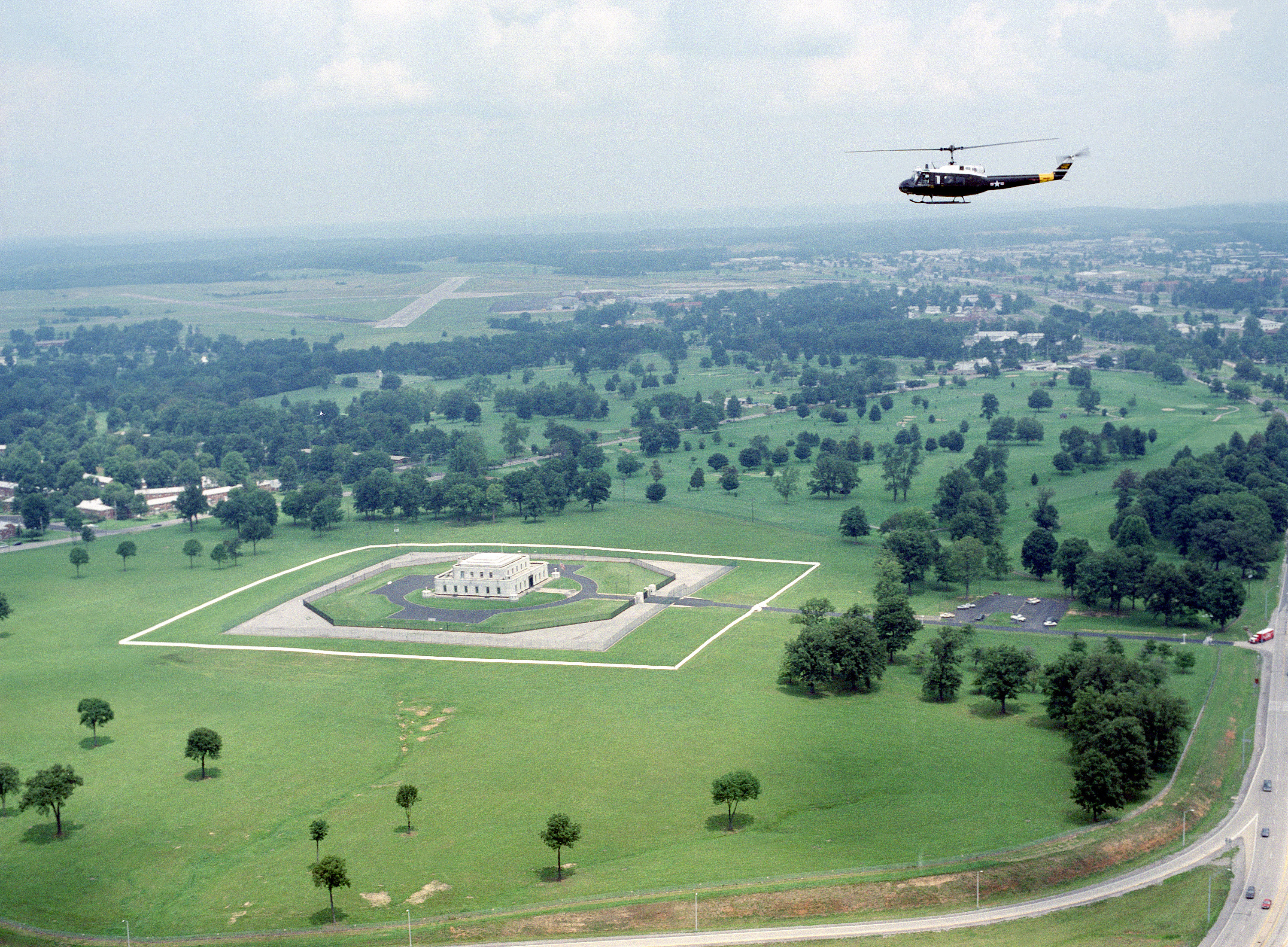
Luftbild des Goldlagers

Das Fort Knox ist ein Stützpunkt der U.S. Army im US-Bundesstaat Kentucky. Es ist vor allem als Lager für die Goldreserve des Schatzamtes der Vereinigten Staaten bekannt, das sogenannte United States Bullion Depository. Im Fort Knox befindet sich eine der größten Goldmengen der Welt. Noch mehr Gold liegt jedoch nach den eigenen Angaben der U.S. Army in der Federal Reserve Bank of New York, allerdings auch solches von ausländischen Banken und Zentralbanken.

## Geschichte
Das Fort wurde im Jahr 1862 während des Bürgerkriegs erbaut und trug damals noch den Namen Fort Duffield. Nach dem Bürgerkrieg wurde es vernachlässigt. Während des Ersten Weltkrieges wurde das Fort wieder in Betrieb genommen und vergrößert. Dabei wurde es nach Henry Knox benannt, einem General des Unabhängigkeitskrieges und späteren Kriegsminister. Zeitweise erstreckte sich das Fort auf eine Fläche von 162 km2. Nach dem Krieg reduzierte sich der Betrieb jedoch wieder stark.
In den 1930er-Jahren wurde aus dem Fort ein ständiger Standort für die Panzertruppen. Die Vereinigten Staaten wollten gegenüber dem zu Beginn des Zweiten Weltkrieges stark mechanisierten Deutschen Reich aufholen. Um 1943 bestand Fort Knox aus 3820 Gebäuden auf einer Fläche von insgesamt 432 km2.

## Stationierte Einheiten
- 1. US-Infanteriedivision
  - 3. Infantry Brigade Combat Team (IBCT) (Infanterie-Brigade)
- 3. Logistikkommando
- 19. Pionierbataillon

## Goldlager

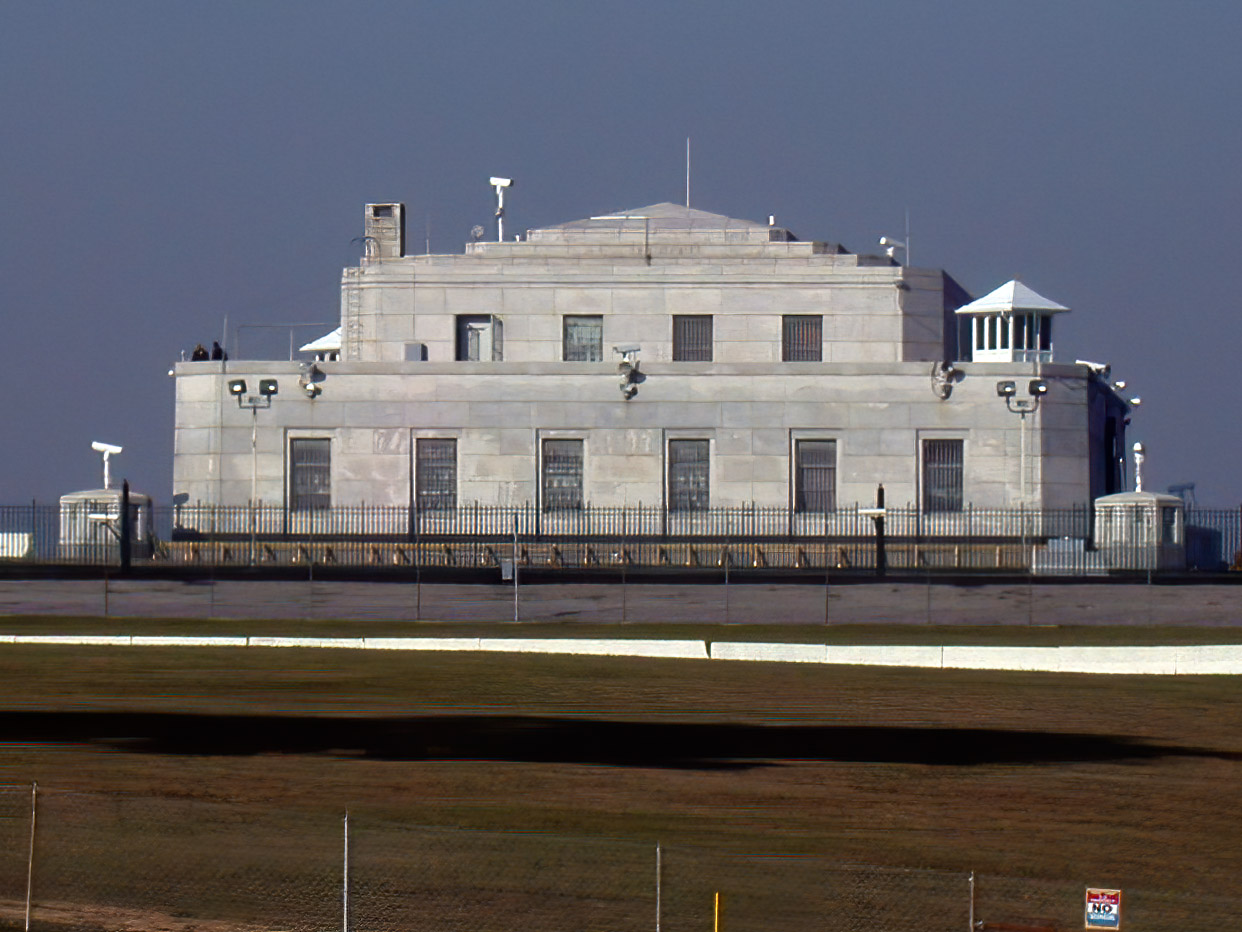
Das Goldlager (U. S. Bullion Depository) von außen

Das Finanzministerium errichtete 1936 das an Fort Knox angrenzende Bullion Depository als Lager für einen Teil seiner Goldreserven. Es ist ein schwer gesichertes zweistöckiges Gebäude. Für den Bau wurden 465 Kubikmeter Granit, 3.200 Kubikmeter Beton, 750 Tonnen Betonstahl und 670 Tonnen Baustahl verbraucht. Die Baukosten betrugen 560.000 US-Dollar. Dies entspricht nach heutigem Wert etwa 12,7 Mio. US-Dollar.
Von Januar bis Juni 1937 wurde ein Großteil der US-Goldreserven per Eisenbahn durch den Railway Mail Service dorthin verfrachtet.
Das Lager war notwendig geworden, als ein sicherer Unterbringungsort für die in den 1930er-Jahren verstaatlichten privaten Goldbestände benötigt wurde. Durch die Presidential Executive Order 6102 von 1933 wurde der private Besitz von Goldmünzen und Goldbarren verboten. Das Gold musste gegen Entschädigung in US-Dollar an das Finanzministerium abgeführt werden. Mit der Aufkündigung des Bretton-Woods-Systems im Jahr 1973 endete diese Regelung.
Heute sind 147,3 Millionen Feinunzen (ca. 4580 t) Gold eingelagert, mit einem aktuellen Wert von ca. 431 Milliarden US-Dollar (Stand: 20. Februar 2025).
Während des Zweiten Weltkrieges wurden in Fort Knox die amerikanische Unabhängigkeitserklärung, die Verfassung der Vereinigten Staaten sowie die Bill of Rights sowie eine Abschrift der britischen Magna Carta aufbewahrt.
Im Gegensatz zu den weltweit größten Goldreserven, die in der Federal Reserve Bank of New York eingelagert sind und zu einem Großteil aus Gold bestehen, das im Eigentum verschiedener ausländischer Staatsbanken und internationaler Organisationen (vor allem des IWF) ist, lagert in Fort Knox ausschließlich Gold, das sich im Eigentum der Vereinigten Staaten befindet.

### Sicherheitssystem
Das Gebäude wird von vier Wachtürmen an jeder Gebäudeecke gesäumt, die nur von innen betreten werden können. Der in der Bauphase angrenzende Wald wurde im Laufe der Zeit komplett gerodet, um potentiellen Angreifern keine Deckung zu bieten. Den Eingang bildet eine etwa 20 Tonnen schwere Tür aus Stahlplatten, Doppel-T-Stahlträgern und Stahlzylindern. Die gesamte zum Öffnen notwendige Zahlenkombination kennt kein einzelner Mensch komplett. Stattdessen müssen mehrere Mitarbeiter unabhängig voneinander diverse Codes eingeben, um die Tür zu öffnen.

## Patton Museum
Die Geschichte der Kavallerie und bewaffneten Einheiten der US-Armee sowie der Karriere von General George S. Patton können im George Patton Museum auf dem Gelände von Fort Knox bei freiem Eintritt besichtigt werden.
Zu den Ausstellungsstücken zählen diverse militärische Fahrzeuge und Uniformen ebenso wie zwei Feuerwehrfahrzeuge, die am 11. September 2001 beim dritten der Terroranschläge am 11. September 2001 auf das Pentagon im Einsatz waren. Persönliche Gegenstände des namensgebenden Generals sind ebenso präsentiert.

## Film
Im James-Bond-Spielfilm Goldfinger bricht der größte Goldschmuggler der Welt, Auric Goldfinger, in Fort Knox ein, um die dort gelagerten Goldreserven radioaktiv zu verstrahlen und so den Wert seines eigenen Goldes zu vergrößern. Da aus Sicherheitsgründen keine Innenaufnahmen gestattet waren, wurde das Innere des Lagergebäudes komplett als Kulisse errichtet.
In Die Pinguine aus Madagaskar brechen Skipper, Private, Rico und Kowalsky am Anfang des Films in Fort Knox ein, um durch die Goldhallen zu schreiten, da am Ende der Halle ein Käse-Flips-Automat steht.